# Golden Axe
Golden Axe est une série de jeux vidéo de Sega initiée en 1989.

## Titres
- 1989 : Golden Axe
- 1991 : Golden Axe II
- 1991 : Golden Axe Warrior
- 1991 : Ax Battler: A Legend of Golden Axe
- 1992 : Golden Axe: The Revenge of Death Adder
- 1993 : Golden Axe III
- 1994 : Golden Axe: The Duel
- 2008 : Golden Axe: Beast Rider

## Dans d'autres médias
En 2014, Sega s'est associé à Stories International pour développer un projet d'animation Golden Axe avec Universal Studios dans le but d'être décliné en série et en film,,.
Des histoires situées dans l'univers de Golden Axe ont été publiées dans le magazine Sonic the Comic. Des personnages de la série apparaissent dans le crossover Worlds Unite d'Archie Comics aux côtés d'autres personnages de Sega et Capcom.

## Compilation
Golden Axe Classics sort en 2019 sur Android et iOS. C'est une compilation des jeux Golden Axe les plus connus. Elle contient : Golden Axe, Golden Axe II et Golden Axe III. La compilation a été téléchargée plus d'un million de fois sur le Playstore[réf. nécessaire].